# Побег невозможен
«Побег невозможен» (англ. No Escape) — американский художественный фильм (в некоторых странах выходил под названием «Escape from Absolom», букв. «Побег из Эбсолома»). Экранизация произведения, автор которого — Ричард Херли.

## Сюжет
Действие фильма разворачивается в 20-х годах XXI века. Главный герой — Роббинс (Рэй Лиотта) — за убийство своего командира, оказывается в частной тюрьме для неисправимых преступников на острове Эбсолом. Побег с Эбсолома считается невозможным. Заключённые, находящиеся на острове практически без охраны, разделились на две группировки: в одной собрались бандиты, в которых ничего человеческого не осталось (и им потворствует садист-директор тюрьмы), в другой — те, которых можно назвать нормальными людьми, пытающимися жить обычной человеческой жизнью. Роббинс встаёт на сторону вторых и помогает им одержать верх над бандитами. С небольшой группой сторонников ему в итоге удаётся осуществить побег, затем прорваться к американским властям и рассказать об ужасах, творящихся на этом острове. В результате частная тюрьма закрыта, а оставшиеся в живых «нормальные» заключённые возвращаются на родину и амнистируются.

## В ролях
- Рэй Лиотта — Джон Роббинс
- Лэнс Хенриксен — Отец
- Стюарт Уилсон — Уолтер Марек
- Кевин Диллон — Кейси
- Эрни Хадсон
- Кевин Дж. О’Коннор — Стефано
- Дон Хендерсон
- Иэн МакНис
- Майкл Лернер — Уорден, начальник тюрьмы
- Дэвид Уэнем

## Интересные факты
- Согласно сюжету главный герой фильма осуждён за убийство командира, совершённое в 2011 году во время боевых действий в Ливии. Операция НАТО в Ливии была проведена именно в 2011 году.
- Роль тюремного вертолёта «играет» вертолёт советского производства Ка-32.

## Игра
Видеоигра No Escape, основанная на фильме, была выпущена в 1994 году для Sega Genesis и Super Nintendo Entertainment System.